# Xylophanes loelia
Xylophanes loelia là một loài bướm đêm thuộc họ Sphingidae. Nó được tìm thấy ở tây nam Belize đến Costa Rica và Panama to Peru, Bolivia và Argentina. Nó cũng có thể có mặt ở Paraguay.
Sải cánh dài khoảng 72 mm. Nó tương tự như giữa Xylophanes libya và Xylophanes neoptolemus. Cánh sau thì hẹp hơn loài Xylophanes libya.
Con trưởng thành có thể bay quanh năm. Ở Argentina, con trưởng thành được ghi nhận bay vào tháng 11.
Ấu trùng có thể ăn Psychotria horizontalis, Psychotria nervosa và Psychotria microdon.

## Hình ảnh

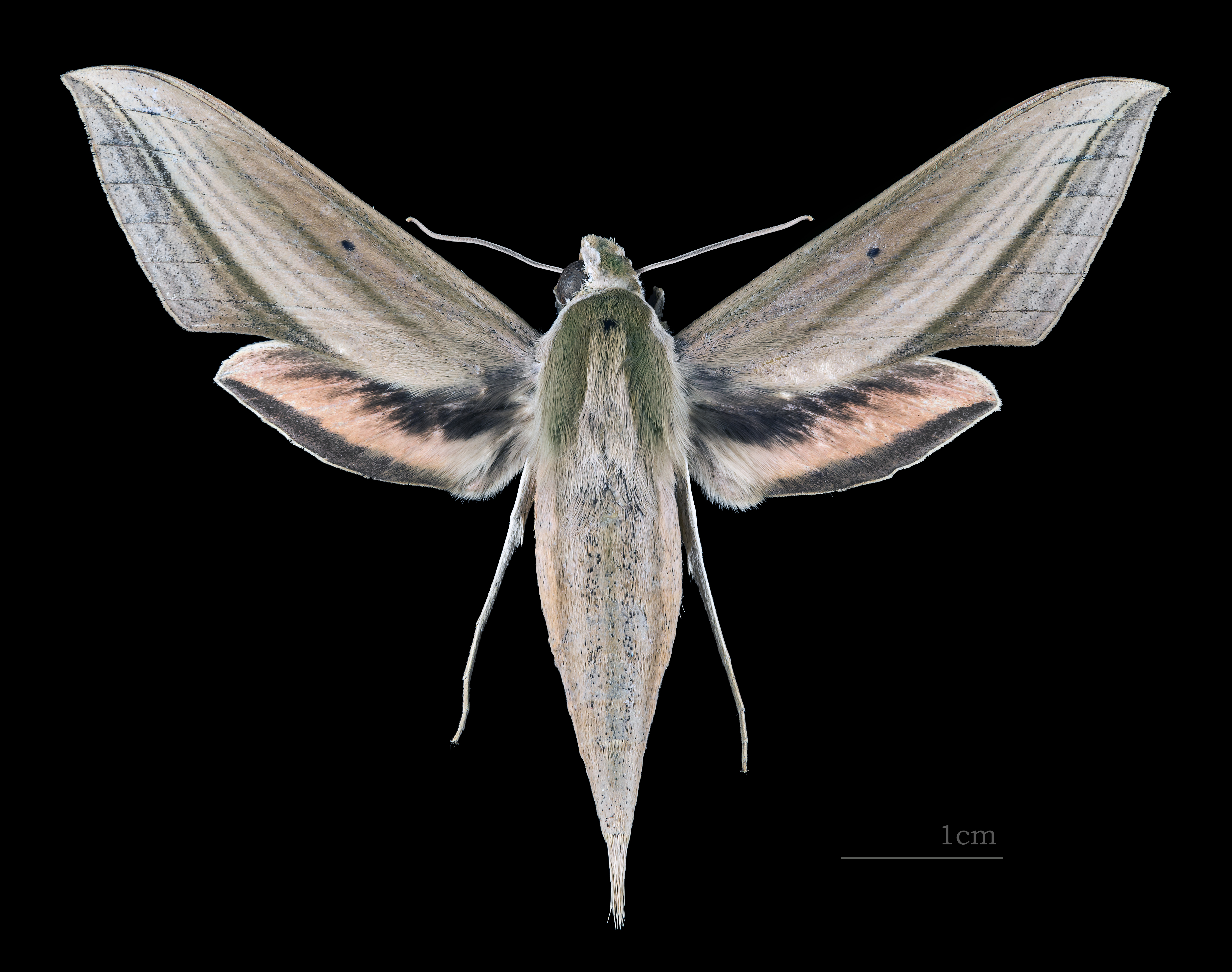
Xylophanes loelia  ♀
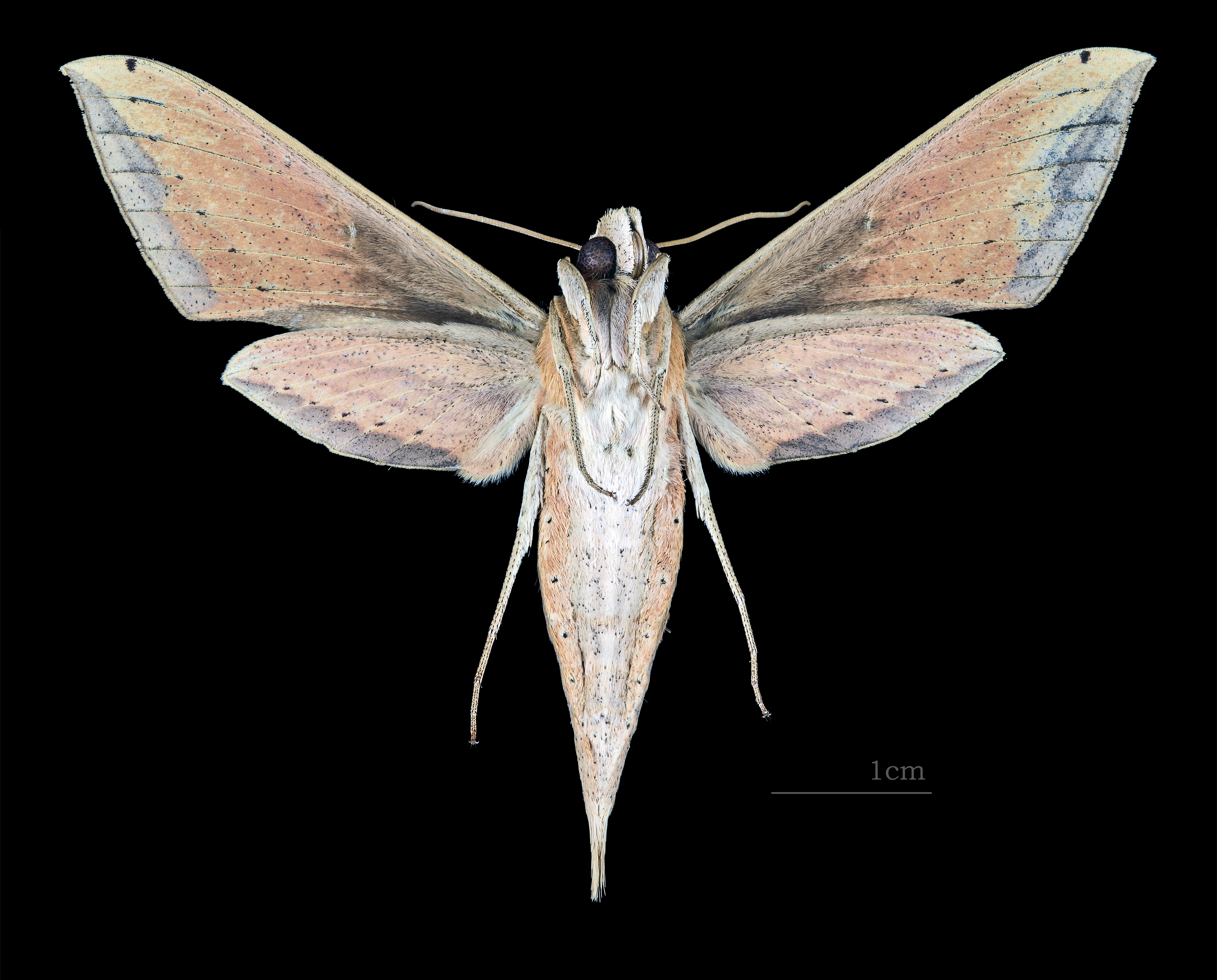
Xylophanes loelia  ♀ △